# Katalánské náměstí
Plaça de Catalunya (katalánská výslovnost: [ˈplasə ðə kətəˈluɲə], v překladu do češtiny Katalánské náměstí; někdy označováno také jako Plaza de Cataluña, což je jeho španělský název) je rozsáhlé náměstí v centru Barcelony, které je obecně považováno za samotné srdce města a místo, kde se setkává staré město (viz Barri Gòtic a Raval ve čtvrti Ciutat Vella) s čtvrtí Eixample, vybudovanou v 19. století.
Na Plaça de Catalunya ústí některé z nejdůležitějších barcelonských ulic a tříd: Passeig de Gràcia, Rambla de Catalunya, La Rambla a Portal de l'Àngel, dále také Ronda de Sant Pere, Carrer de Vergara a Carrer de Pelai. Náměstí zaujímá plochu přibližně 50 000 metrů čtverečních. Je známé zejména svými fontánami a sochami, blízkostí k některým z nejnavštěvovanějších památek města a také hejny holubů, která se shromažďují v jeho středu. Náměstí sehrálo významnou roli během španělské občanské války, zvláště jako dějiště klíčových událostí tzv. Květnových dnů.